# 広島市立北部医療センター安佐市民病院
広島市立北部医療センター安佐市民病院（ひろしましりつほくぶいりょうセンターあさしみんびょういん）は、広島県広島市安佐北区にある医療機関。

## 概要
地方独立行政法人広島市立病院機構が運営する病院である。2022年5月1日に運営を開始（外来患者の受け入れは5月6日開始）。
病院完結型の医療から地域完結型の医療への転換を図るため、広島市安佐北区にある高度急性期医療を行う旧広島市立安佐市民病院を、高度急性期・急性期医療を行う広島市立北部医療センターと回復期医療を行う安佐医師会病院に再編することになり開院した。なお、安佐医師会病院は旧広島市立安佐市民病院の施設を活用して新設された。
広島市立北部医療センター安佐市民病院地域救命救急センターが併設されており、広島県臨海部以外に救命救急センターが新設されたことで、広島県北西部及び備北における三次救急の空白地帯が解消された。

## 診療科
- 内科
- 総合診療科
- 消化器内科
- 内視鏡内科
- 脳神経内科
- 呼吸器内科
- 循環器内科
- 腫瘍内科
- がんゲノム診療科
- 血液内科
- 内分泌・糖尿病内科
- 精神科
- 小児科
- 外科
- 消化器外科
- 肝胆膵外科
- 呼吸器外科
- 乳腺外科
- 整形外科・顕微鏡脊椎脊髄センター
- 脳神経外科・脳血管内治療科
- 心臓血管外科
- 皮膚科
- 泌尿器科
- 産婦人科
- 眼科
- 耳鼻咽喉科・頭頸部外科
- リハビリテーション科
- 放射線診断科
- 放射線治療科
- 緩和ケア内科
- 麻酔科
- 集中治療部
- 歯科・口腔外科
- 病理診断科
- 救急科

## 部門
- 看護部
- TQMセンター
- 中央手術室
- 中央処置室
- 薬剤部
- 臨床検査部
- MEセンター
- 栄養室
- 医療支援センター
- 通院治療センター

## アクセス

### 電車
- JR可部線あき亀山駅前
  - あき亀山 - 河戸帆待川 - 可部 - 緑井・大町・横川・新白島・広島方面

### 路線バス

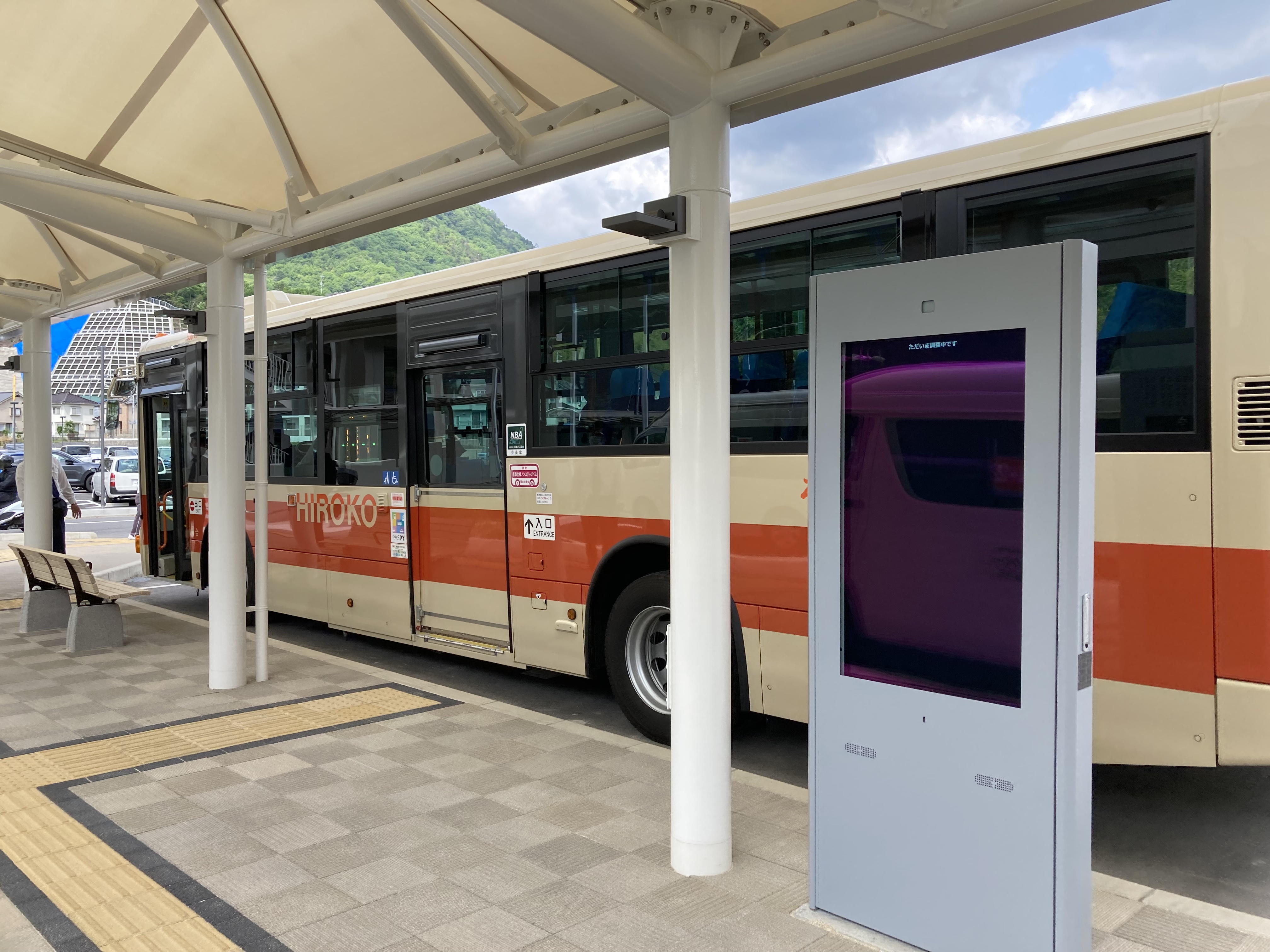
バス乗り場乗車イメージ

- 可部循環線（広島交通[5]） - 河戸帆待川駅・安佐北区役所入口・可部上市・安佐北区民文化センター・大毛寺薬師堂前方面 平日20便・土休日16便
- 緑井・高陽・北部医療センター線（広島交通） - 地区センター・高陽B団地・矢口駅前方面 平日のみ
- 宇津可部線（広島交通） - 可部駅・上原方面 / 柳瀬・今井田・安佐営業所方面
- 弘億線（広島交通） - 弘億団地・安東駅・中緑井方面 平日のみ
- 桐原・上原線（広島交通） - 桐原方面 / 上原方面 平日のみ
- 南原線（広島交通） - 南原・訓練場前方面 平日のみ
- 可部高陽団地線（広島交通） - 桐陽台方面 / 高陽C団地・高陽A団地・高陽車庫方面 平日のみ
- 今吉田線（広島交通） - 可部駅方面 / 小浜・野外センター入口・今吉田公民館方面 平日のみ
- くすの木台・あさひが丘・北部医療センター線（フォーブル[6]） - あさひが丘・くすの木台方面 平日のみ
- 高田南部線（備北交通[7]） - 井原市駅前・新宮・安芸高田市役所・吉田出張所方面 日曜・祝日は運休
- 井原線 北部医療センター系統（広交観光[8]） - 地区センター・中深川・狩留家口・柳原・上井原方面 平日のみ
- 芸北あき亀山線（総企バス[9]） - 芸北支所・上荒神原方面 月・水・金曜日のみ

### 車
西側平面駐車場70台、地下駐車場256台。
- 広島県道267号宇津可部線 - 可部方面 / 安佐北大橋方面
  - 国道54号（可部パイパス）から可部取水場（東）交差点を西へ
  - 国道183号から可部中央交差点を西へ
  - 国道191号（国道261号重複）から福原団地入口交差点を南へ